# Коссе-Бриссак, Аделаида Диана де
Аделаида Диана де Коссе, герцогиня де Бриссак (фр. Adélaïde Diane de Cossé, duchesse de Cossé-Brissac, урождённая Мазарини-Манчини (фр. Mazarini-Mancini); 1742—1808), также известная как Манчинетта (фр. Mancinette) — французская придворная дама. 
Занимала должность придворной дамы, заведовавшей королевским туалетом (dame d’atour), при Марии-Антуанетте в 1771—1775 годах. Известно, что она сократила расходы на гардероб королевы во время своего пребывания в должности и навела порядок в финансах королевы, который, однако, был разрушен её преемницей.

## Биография
Аделаида Диана была дочерью Луи-Жюля Манчини-Мазарини, герцога де Ниверне (1716—1798) и Франсуазы-Анжелики Фелипо (1715—1781). В 1760 году она вышла замуж за герцога Луи Эркюля Тимолеона де Коссе-Бриссака (1734—1792). У них был сын, который рано умер, и дочь, которая дожила до совершеннолетия.
В сентябре 1771 года она была приставлена как dame d’atour к дофине после смерти её предшественницы, Амабель-Габриэль де Виллар. Её назначение произошло в разгар конфликта между Марией Антуанеттой и Жанной Дюбарри, и она получила эту должность по просьбе Дюбарри, потому что её супруг был союзником королевской фаворитки, и она должна была разделить преданность супруга к Дюбарри, действуя в качестве её агента.
Однако, в действительности оказалось, что Аделаида придерживалась позиции, противоположной позиции своего супруга, и вступила в союз с кронпринцессой против Дюбарри. Несмотря на то, что ей пришлось благодарить последнюю за своё назначение, она отказывалась от её приглашений и демонстрировала свою преданность кронпринцессе, что привело к целой цепи придворных скандалов.
Аделаида Диана де Коссе имела репутацию честного и серьёзного человека. Когда она приступила к исполнению своих обязанностей, то, по слухам, была потрясена беспорядком и сумасбродством при дворе Марии-Антуанетты. В 1771 году Мария-Антуанетта ещё не интересовалась модой, и финансовый беспорядок при её дворе был результатом упущений со стороны её предшественницы на этой должности. Амабель-Габриэль де Виллар была назначена dame d’atour Марии-Антуанетты по её прибытии во Францию, потому что весь двор бывшей королевы был передан новой наследной принцессе, и де Виллар просто сохранила своё прежнее положение. К 1770 году она стала слишком старой и немощной, чтобы мочь в полной мере исполнять свои обязанности, чем злоупотребляли другие придворные дамы, истощая финансы дофины.
Де Коссе удалось привести финансы своей госпожи в содействии с её доверенным лицом Флоримоном де Мерси-Аржанто. Она сохранила свой пост, когда Мария-Антуанетта стала королевой в 1774 году, но подала в отставку в знак протеста в 1775 году, когда королева вновь ввела должность управительницы двора королевы для своей фаворитки Марии-Терезы-Луизы Савойской, принцессы де Ламбаль. Её же должность временами занимала Лаура-Августа де Фитцджеймс, принцесса де Шиме, но постоянной dame d’atour стала Мари-Жанна де Майи. К тому времени Мария-Антуанетта уже начала интересоваться модой, что в конечном итоге привело к краху её финансов. Траты на гардероб Марии-Антуанетты не встречали никаких ограничений до тех пор, пока преемница де Майи Женевьева д’Оссун не вступила в эту должность и не начала работать над их обузданием.
Аделаида Диана де Коссе же провела большую часть последующих лет в Италии и Ницце, в то время входившей в состав Савойи, так как более тёплый климат считался благотворным для её здоровья. Её сын, родившийся в 1771 году, также страдал от плохого здоровья, и она увезла его в Италию, чтобы поправить его, но сын умер в 1775 году. Аделаида жила отдельно от своего мужа, который был любовником мадам Дюбарри с 1785 года и до самой своей смерти.
Во время начала Великой французской революции в 1789 году она находилась в Италии (с 1787 года) и оставалась там во время революции. В 1792 году она овдовела, когда её муж был убит во время сентябрьской резни. Её отец был заключён в тюрьму в эпоху террора, а её имущество во Франции было конфисковано.
В 1797 году её отец, которого освободили, был нездоров. Она успешно ходатайствовала о том, чтобы её исключили из списка эмигрантов на том основании, что она никогда не эмигрировала во время революции, и чтобы её конфискованное имущество было восстановлено по рекомендации генерала Жубера, и она вернулась во Францию в сентябре 1798 года.